# Clark Hewett Galloway
Coronel Clark Hewett Galloway (23 de setembro de 1898 – 1 de Janeiro, 1961) foi um jornalista americano e editor de revistas, anos depois serviu ao Exército dos Estados Unidos.
Galloway foi comissionado segundo tenente na Primeira Guerra Mundial aos 19 anos de idade e era ativo no Corpo de Reservas Organizadas entre as duais Guerras Mundiais. Foi ordenado para o serviço ativo como membro do Estado Maior do Departamento de Guerra em março de 1941, onde serviu até novembro de 1945. De 1943 a 1945, Galloway manteve o grau de coronel enquanto servia no Corpo de Inteligência do Exército.

## Educação
Cornell College
Escola de Jornalismo Medill, Northwestern University